# 다카다촌 (와카야마현)
다카다촌(高田村)은 와카야마현 히가시무로군에 있던 촌이다. 현재의 신구시 중심부의 서방일대에 해당한다.

## 역사
- 1889년 4월 1일 - 정촌제 시행에 의해 3촌의 구역을 가지고 성립하였다.
- 1956년 9월 30일 - 신구시에 편입해, 동일 다카다촌은 폐지되었다.

## 참고문헌
- 角川日本地名大辞典 30 和歌山県